# Liste der Einträge im National Register of Historic Places im Cheyenne County (Colorado)

Lage des Cheyenne County in Colorado

Die Liste der Einträge im National Register of Historic Places im Cheyenne County in Colorado führt die Bauwerke und historischen Stätten im Cheyenne County auf, die in das National Register of Historic Places aufgenommen wurden.
Legende
| NRHP | Historic Place             |
| HD   | Historic District          |
| NHL  | National Historic Landmark |

| [ 2 ] | Name                       | Bild           | Eintragsdatum                 | Lage                                        | Ort            | Beschreibung |
| ----- | -------------------------- | -------------- | ----------------------------- | ------------------------------------------- | -------------- | ------------ |
| 1     | Cheyenne County Courthouse | weitere Bilder | 27. Juli 1989 ID-Nr. 89000997 | 51 S. 1st St. 38° 49′ 15″ N, 102° 20′ 55″ W | Cheyenne Wells | Gericht      |
| 2     | Cheyenne County Jail       | weitere Bilder | 16. Juni 1988 ID-Nr. 88000758 | 85 W. 2nd St. 38° 49′ 14″ N, 102° 21′ 3″ W  | Cheyenne Wells | Gefängnis    |